# ムーリ＝ザン＝メドックAOC
ムーリ＝ザン＝メドック（Moulis-en-médoc）は、フランスワイン。

## 特徴
日本語のワイン関連文献では、ムーリスまたはムリスと書かれていることがある。しかし、AOC名も、コミューン名も、ムーリ・ザン・メドックが正式な名称である。
AOCムーリ・ザン・メドックは、メドックに6つある村名AOCのひとつである。ただ、マルゴー地区と同じく、複数の村（7ヶ村）で作られている。
後から認定されたAOCであるため、ワインはポーイヤックなど先行して認証された地区のものに比べ、やや軽めで、格付けのされたシャトーは一つもない。しかし、シャトー・シャス・スプリーン（Château Chasse Spleen）は、格付けに近い実力は十分にあるといわれており、評価の上がってきているシャトー（Château）も多い。